# ادی مک‌گولدریک
ادی مک‌گولدریک (انگلیسی: Eddie McGoldrick؛ زادهٔ ۳۰ آوریل ۱۹۶۵) بازیکن فوتبال اهل جمهوری ایرلند است.
از باشگاه‌هایی که در آن بازی کرده‌است می‌توان به باشگاه فوتبال منچستر سیتی، باشگاه فوتبال آرسنال، باشگاه فوتبال نانیتون تاون، باشگاه فوتبال نورث‌همپتون تاون، باشگاه فوتبال استوک‌پورت کانتی، باشگاه فوتبال کریستال پالاس، باشگاه فوتبال کوربی تاون و باشگاه فوتبال منچستر سیتی اشاره کرد.
وی همچنین در تیم‌های ملی فوتبال B جمهوری ایرلند بازی کرده‌است.